# Aeroportul New Bight
Aeroportul New Bight (IATA: TBI, ICAO: MYCB) este un aeroport din Insula Cat, Bahamas.
Situat la o altitudine de 7 m, aeroportul dispune de o singură pistă.